# HSD17B12
HSD17B12 (англ. Hydroxysteroid 17-beta dehydrogenase 12) – білок, який кодується однойменним геном, розташованим у людей на короткому плечі 11-ї хромосоми. Довжина поліпептидного ланцюга білка становить 312 амінокислот, а молекулярна маса — 34 324.
| 10         |  | 20         |  | 30         |  | 40         |  | 50         |
| ---------- |  | ---------- |  | ---------- |  | ---------- |  | ---------- |
| MESALPAAGF |  | LYWVGAGTVA |  | YLALRISYSL |  | FTALRVWGVG |  | NEAGVGPGLG |
| EWAVVTGSTD |  | GIGKSYAEEL |  | AKHGMKVVLI |  | SRSKDKLDQV |  | SSEIKEKFKV |
| ETRTIAVDFA |  | SEDIYDKIKT |  | GLAGLEIGIL |  | VNNVGMSYEY |  | PEYFLDVPDL |
| DNVIKKMINI |  | NILSVCKMTQ |  | LVLPGMVERS |  | KGAILNISSG |  | SGMLPVPLLT |
| IYSATKTFVD |  | FFSQCLHEEY |  | RSKGVFVQSV |  | LPYFVATKLA |  | KIRKPTLDKP |
| SPETFVKSAI |  | KTVGLQSRTN |  | GYLIHALMGS |  | IISNLPSWIY |  | LKIVMNMNKS |
| TRAHYLKKTK |  | KN         |  |            |  |            |  |            |

A: Аланін

C: Цистеїн

D: Аспарагінова кислота

E: Глутамінова кислота

F: Фенілаланін

G: Гліцин

H: Гістидин

I: Ізолейцин

K: Лізин

L: Лейцин

M: Метіонін

N: Аспарагін

P: Пролін

Q: Глутамін

R: Аргінін

S: Серин

T: Треонін

V: Валін

W: Триптофан

Кодований геном білок за функцією належить до оксидоредуктаз. 
Задіяний у таких біологічних процесах, як метаболізм ліпідів, біосинтез ліпідів, біосинтез стероїдів, альтернативний сплайсинг. 
Білок має сайт для зв'язування з НАДФ. 
Локалізований у мембрані, ендоплазматичному ретикулумі.